# Капела Санта Фина
Капела „Санта Фина“ (на италиански: Cappella di Santa Fina) е параклис, разположен в 7-та ниша на десния неф на църквата „Коледжата ди Санта Мария Асунта“ в Сан Джиминяно, Тоскана, Италия.
Капелата е известна най-вече с фреските „Известяване на смъртта на св. Фина“ и „Погребението на св. Фина“, изпълнени през 1473 – 1475 г. от флорентинския художник Доменико Гирландайо. Често е описвана като „едно от съкровищата на архитектурата, живописта и скулптурата на Ренесанса“.

## История
Капелата е проектирана и изградена от братята архитекти Джулиано да Майано и Бенедето да Маяно през 1468 -1472 г.
Тя е вдъхновена от модела на Капелата на кардинала на Португалия в църквата „Сан Миниато ал Монте“ във Флоренция. Параклисът е посветен на младо момиче на име Серафима, по-известно като „Фина“, канонизирана по късно като местна светица. Благочестивото момиче първо остава сираче в много ранна възраст, а по-късно, когато навършва 10 години, заболява от тежка болест, която я прави инвалид. В продължение на пет години тя лежи неподвижна върху дървена дъска, изоставяйки леглото си, под грижите на две жени. Според легендата осем дни преди смъртта ѝ, когато вече е на 15-годишна възраст, тя получава видение, в което и се явява свети папа Григорий I и ѝ разказва за предстоящата ѝ кончина. В деня на смъртта ѝ на 12 март 1253 г. църковните камбани в Сан Джиминяно започват да бият сами, а около дървеното и ложе изникват бледи виолетови цветя. Когато сестрата, която се е грижила за нея преди смъртта ѝ, докосва ръката на мъртвата, парализираната ѝ ръка, с която е подкрепяла главата на починалата, оздравява. В деня на погребението ѝ сляпо момче от хора, докосвайки краката ѝ, възвръща зрението си.
Под олтара на капелата, изработен от Бенедето да Маяно през 1475 г., украсен с релефи от живота и, е погребана света Фина. Страничните стени са изрисувани от Доменико Гирландайо през 1473 – 1475 г. със сцени от живота на светицата, а сводът на капелата е изписан от зетя на Гирландайо – Себастиано Майнарди, с изображения на евангелисти, пророци и учители на Църквата.

## Фрески на Гирландайо

### Известяване на смъртта на света Фина
На дясната стена на капелата е изобразена сцената, в която свети папа Григорий Велики се явява на света Фина и ѝ обявява датата на нейната смърт. Фреската е увенчана с два ангела, носещи молещата се светица, изобразена в медальон, в небесата.
В съответствие с житието на светицата, която след смъртта на своята майка се отдава на строг аскетизъм, който води до заболяването и парализата, и тя лежи на дървена дъска. Свети Григорий Великий е изобразен в облак, заобиколен от серафими. Света Фина лежи на дървеното си ложе в молитвена поза, заобиколена от двете жени, които се грижат за нея. От вратата и прозореца струи светлина.
На стената е закачена плоча с надпис на латински със златни букви, пресъздаваща думите на свети Григорий: „PARATA ESTO FILIA QUIA IXE SOLENNITATIS MEAE AD NOSTRUM ESVENTURA CONSORTIUM CUM SPONSO TUO PHENNITER IN GLORIA PERMANSURA“ („Бъдете готова, дъще моя, защото в деня на моя празник, ще се издигнете на небето, където ще живеете вечно със своя съпруг – Христос“).

### Погребението на света Фина
На лявата стена на капелата е изобразена сцената с успението на света Фина. Светицата е изобразена върху легло, покрито с разкошен плат на цветя, напомнящи за цветята цъфнали в момента на смъртта и. Сцената е рамкирана от прекрасен ренесансов портик около олтара, с огледала от мрамор, пиластри, капители и купол изписан в синьо.
Зад починалата е коленичила старата и болногледачка, ръцете ѝ са между тези на св. Фина в акт на приемане на чудото, което ще я освободи от парализата. Второто чудо е представено от плачещото сляпо момче, което, докосвайки се до краката ѝ, възвръща зрението си. Третото чудо е изобразено в заден план – камбаните на всички кули на Сан Джиминяно бият тържествено.
В тази картина Гирландайо за първи път в творчеството си изобразява серия от портрети на свои съвременници, които по късно ще бъдат високо ценени от богатите му флорентински покровители.